# 世界キックボクシング協会 (WKA)
世界キックボクシング協会（The World Kickboxing and Karate Association / WKA）は、キックボクシングと空手のアマチュアおよびプロの非営利認可団体（国際競技連盟）。1976年にアメリカで設立。世界最古のキックボクシングの世界タイトル認定団体であり、世界規模の武道団体として初めて試合を認可し、ランキングシステムを作り、育成プログラムを制定した。2011年までに世界中に129の事務所を持ち、2013年までに40カ国が加盟した。2018年12月よりニュージーランド代表を務めていたDave Sawyerが世界会長に就任した。

## 歴史

### 設立
1976年10月にアメリカのプロ空手協会から分離独立する形でハワード・ハンソンとアーノルド・ユキーデ（ベニー・ユキーデの兄）によって創設された。当初の団体名は「世界空手協会」（"World Karate Association / WKA"）であり、ハンソンは小林流空手の有段者で、マイク・ストーンの弟子であった。
1983年9月23日、ロブ・カーマンがジョン・モンカイヨの持つWKA世界王座に挑戦。ローキックで3RKO勝ちし初のヨーロッパ系キックボクサーのWKA世界王者が誕生した。
ハンソンが1991年にWKAをカナダのデール・フロイドに売却したのを機に、北米におけるWKAの活動は衰退していくことになった。1994年にポール・イングラムがWKAを掌握しイギリスに本部を設置したことで、同年1月にオランダのフレッド・ロイヤースやフランスのジャン＝ポール・ミレーといったヨーロッパ系の重役が辞任した。

### 日本との関わり
1970年代は全日本キックボクシング協会、1980年代は全日本マーシャルアーツ連盟、1990年代と2000年代は前出の両団体の流れを汲む全日本キックボクシング連盟と業務提携した。1987年夏の全日本キックボクシング連盟設立後に、同団体の実質的な権限を握ったのは金田敏男だった。金田は他の興行会社での勤務歴が長く、興行に関しては経験が深かった。加えて、自身が専務を務めていた日照という会社（キックボクシングのジムも経営していた）に「日照エンタープライズ」という会社を作らせて、自らが社長に就任した。この会社は強力な興行会社（プロモーター）であったため、全日本キックボクシング連盟の実体と目された。その後、金田は全日本キックボクシング連盟の「代表」という役職を名乗るようになっていく。また、金田がかつて勤めていた会社の一つに「オールジャパンプロモーション」（かつて存在した全日本マーシャルアーツ連盟・AKIジム・正心館の実体）という興行会社があり、WKAと提携していた。このコネは全日本キックボクシング連盟に引き継がれ、当時全日本キックキックボクシング連盟の理事長だった（後に金田と確執で集団離脱しNJKF旗揚げ）藤田眞は、WKAの副会長も兼任した。全日本キックキックボクシング連盟は、日照エンタープライズの潤沢な資金と、WKAとの全面提携を生かして、これまで呼べなかった世界（オランダ、米国）のトップ級の選手を次々と日本に招聘し、それを売り物にした。この時招聘された選手にはモーリス・スミス、ロブ・カーマン、ピーター・スミット、アンドレ・マナートなどの選手がいた。スミスに関しては過去に全日本マーシャルアーツ連盟が招聘したことがあったが、スミットについてはキックボクシングの試合のために招聘したのは全日本キックキックボクシング連盟が初めてだった。
2015年4月、谷山ジムの会長でビッグバン代表である谷山歳於がWKA日本代表に就任した。

### GAISF加入問題
2007年11月24日に会長のポール・イングラムは、WAKOがGAISF公認のキックボクシング団体に選ばれたことについて問題があったとWKAのウェブサイト上で主張した。競技としてのキックボクシングは2006年4月7日に韓国ソウルでGAISFに承認され、その競技管轄団体にはWKA、WAKO、IAKSAの3団体が申請し、最終的にWAKOが承認された。一方で、イングラムによれば選考日前日にWKAに知らせずIAKSAがWAKOに加わったことは公正を欠き、民主的でないという。IAKSAはWAKOから派生した団体だったことと、IASKAがGAISF加入の申請書も申請料3000スイスフランも用意していなかったことから、WAKOとIAKSAがWKAを出し抜いたと主張している。

## ルール
※詳細は公式ルールを参照
キックボクシングと空手のみならず、様々なスタイルの格闘技の競技を行っているため、競技が細分化されている。キッズやジュニア部門に当てはまる年少の競技者でも行える競技も行われている。

### ポイント制競技

#### ライトコンタクト（Light Contact）
空手の競技の一つである形競技から発展した演舞競技がある。様々なスタイルに細分化されている。

## 階級

### アマチュア
アマチュアでは、「フルコンタクト」「キックボクシング」「ムエタイ」「K-1」といった、直接打撃制の競技に関しては下記の体重別階級制度がとられている。下記の階級表は「アダルト」部門（18歳以上35歳未満）のものである。他に「キッズ」「ジュニア」「ベテラン」と3つの年齢で区別された部門があり、それぞれの部門によって階級制が異なる。
| 階級名称           | 体重 （キログラム/kg） |
| ------------------ | ---------------------- |
| ヘビー級           | 90.0kg以上             |
| クルーザー級       | 90.0kg                 |
| ライトヘビー級     | 85.0kg                 |
| ミドル級           | 80.0kg                 |
| ライトミドル級     | 75.0kg                 |
| ウェルター級       | 70.0kg                 |
| ライト級           | 65.0kg                 |
| スーパーフェザー級 | 59.0kg                 |
| フェザー級         | 60.0kg以下             |

| 階級名称       | 体重 （キログラム/kg） |
| -------------- | ---------------------- |
| ヘビー級       | 65.0kg以上             |
| ライトヘビー級 | 65.0kg                 |
| ミドル級       | 60.0kg                 |
| ウェルター級   | 55.0kg                 |
| ライト級       | 50.0kg以下             |

### プロ
| 階級名称               | 体重 （キログラム/kg） | 体重 （ポンド/lbs） |
| ---------------------- | ---------------------- | ------------------- |
| スーパーヘビー級       | 95kg以上               | 210lbs以上          |
| ヘビー級               | 95.0kg                 | 209lbs              |
| スーパークルーザー級   | 90.0kg                 | 198.0lbs            |
| クルーザー級           | 86.0kg                 | 189.2lbs            |
| スーパーライトヘビー級 | 83.0kg                 | 182.6lbs            |
| ライトヘビー級         | 79.0kg                 | 173.0lbs            |
| スーパーミドル級       | 76.0kg                 | 167.2lbs            |
| ミドル級               | 72.5kg                 | 159.5lbs            |
| スーパーウェルター級   | 70.0kg                 | 154.0lbs            |
| ウェルター級           | 67.0kg                 | 147.4lbs            |
| スーパーライト級       | 63.5kg                 | 139.7lbs            |
| ライト級               | 61.0kg                 | 134.2lbs            |
| スーパーフェザー級     | 59.0kg                 | 129.8lbs            |
| フェザー級             | 57.0kg                 | 125.4lbs            |
| スーパーバンタム級     | 55.5kg                 | 122.1lbs            |
| バンタム級             | 53.5kg                 | 117.7lbs            |
| スーパーフライ級       | 52.0kg                 | 114.4lbs            |
| フライ級               | 50.5kg以下             | 111.1lbc以下        |

| 階級名称       | 体重 （キログラム/kg） | 体重 （ポンド/lbs） |
| -------------- | ---------------------- | ------------------- |
| ヘビー級       | 65.0kg以上             | lbs以上             |
| ライトヘビー級 | 65.0kg                 | lbs                 |
| ミドル級       | 60.0kg                 | lbs                 |
| ウェルター級   | 55.0kg                 | lbs                 |
| ライト級       | 50.0kg以下             | lbc以下             |